# Lángfy György
Lángfy György (Szolnok, 1941. március 24. – Budapest, 2018. június 8.) magyar sportorvos, belgyógyász.

## Élete
1965-ben a Budapesti Orvostudományi Egyetemen diplomázott. 1969-ben sportorvosi, 1976-ban belgyógyász szakvizsgát tett. 1986-ban a Testnevelési Főiskolán címzetes egyetemi docens lett.
1965 és 1971 között a Testnevelési Főiskola Orvostudományi Tanszékének munkatársa, majd adjunktusa volt. 1971-től az Országos Testnevelés- és Sportegészségügyi Intézet (OTSI) munkatársa volt, később a fizikoterápiai osztály részlegvezető főorvosa volt. A magyar birkózó és súlyemelő válogatott orvosa volt. 1973-ban a Budapesti Spartacus vezetőorvosaként is tevékenykedett.

## Díjai
- Dalmady Zoltán-emlékérem

## Művei
- Biokémiai alapfogalmak (1969, Budapest, TF jegyzet)
- Sportsérülések és elsősegélynyújtás (1970, Budapest, TF jegyzet, többekkel)
- Sportélettani alapfogalmak (1981, Budapest, TF jegyzet)
- Orvosi rehabilitáció alkalmazása sportolóknál (1982, Budapest, TF jegyzet, Sportorvosi ismeretek 8. kötet, többekkel)
- Testsúlyszabályozás (1984, Budapest, TF jegyzet)
- Sportbelgyógyászat (1985, Budapest, TF jegyzet)